# ألونسو فرنانديز ألفاريز
ألونسو فرنانديز ألفاريز (بالإسبانية: Alonso Fernández Alvarez)‏ هو عارض كوستاريكي، ولد في 16 مارس 1982 في سان خوسيه في كوستاريكا.

## وصلات خارجية
- الموقع الرسمي